# Бени-Меллаль

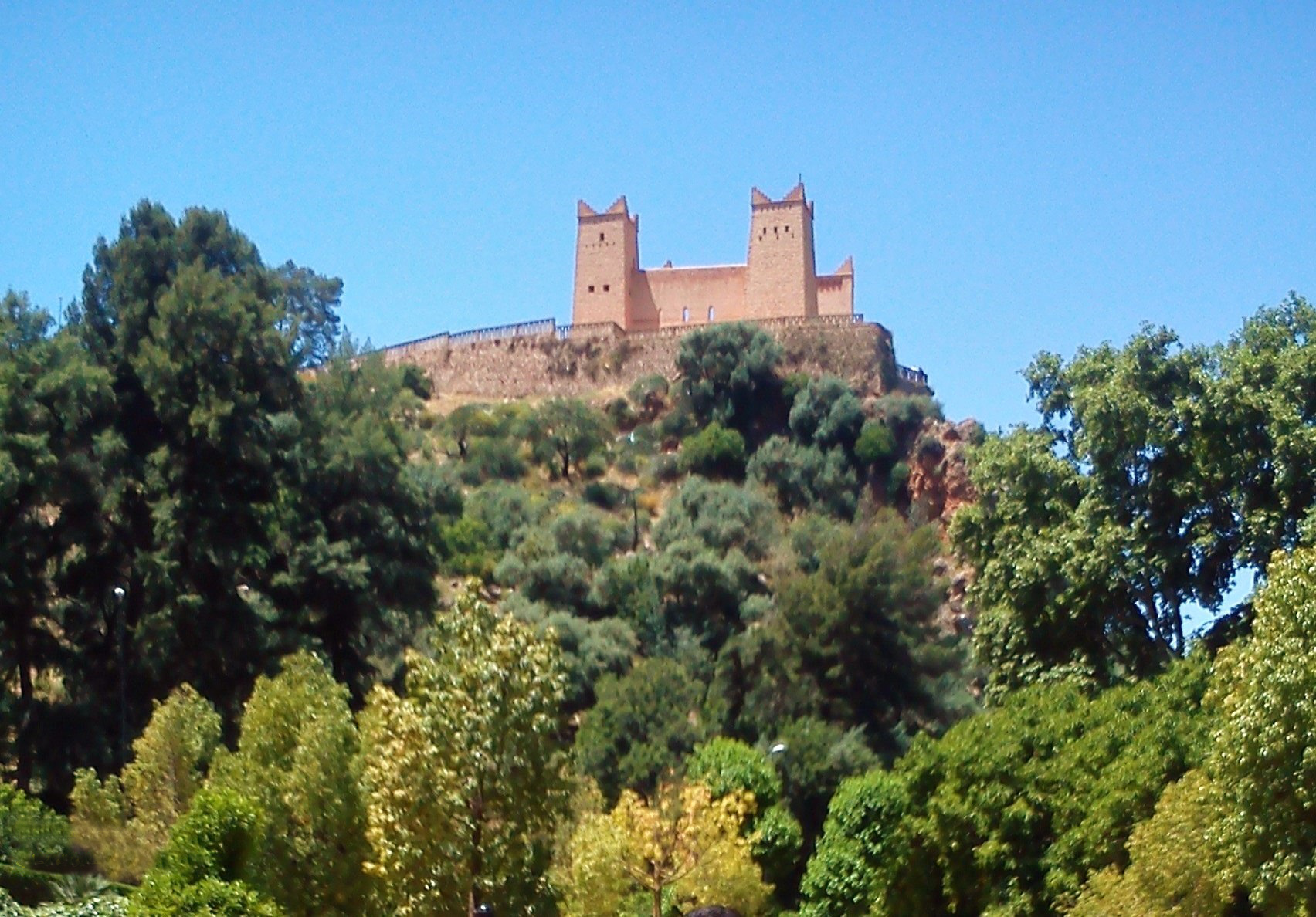
Эль Касба айн Asserdoun Бени-Меллаль

Бе́ни-Мелла́ль (араб. بني ملال‎) — марокканский город, расположенный на 160 км южнее Касабланки. Это столица области Тадла-Азилал, с населением 928 000 человек (согласно переписи 2010). Находится у подножия горы Тассемит (2247 м) и на равнинах Бени Амир.
Поскольку город расположен далеко от центра и вокруг него простирается горный хребет Средний Атлас, то ему соответствует континентальный климат с тёплым летом и холодной зимой.
Стены города возвращают к временам Мулай Исмаил ибн Шерифа, в 1688, а также к Касба Бел-Кушу, но большая часть города вполне современна и является важным экономическим центром в области.
Местные сельскохозяйственные продукты, такие как апельсины, оливки, фикусы и т. д. находят свой торговый путь в Бени-Меллаль.
В городе есть транспортные сети, ведущие в Касабланку с востока. Также город лежит на древнем пути (который сейчас является национальной дорогой) — из Феса в Марракеш. Национальный дорожный оператор также строит дорогу из Касабланки (рядом) до Оуэд Зема.